# Jean Janssis
Jean Janssis, dit Jean-Jean né à Ans dans la province de Liège le 8 janvier 1953 est un licencié en philologie romane de l'Université de Liège en 1975 et enseigne la sémiotique et la photographie à l'Institut des Beaux-Arts (Saint-Luc, Liège). Il est également photographe. 

## Technique privilégiée
Le photographe liégeois a créé des œuvres photographiques différentes par la technique mise en œuvre (gomme bichromatée) et les sujets photographiés. Il réinvente le corps à corps entre l'image et la matière dans une perspective d'éternité.

## Collections
- Ministère de la Communauté française de Belgique
- Musée de la photographie de Charleroi
- Bibliothèque nationale de France, Paris
- Musée de l’Élysée, Lausanne
- Musée de la photographie Ken Damy, Brescia
- Fondation Franco Fontana, Modène